# Лукшти
Лукшти (пол. Łukszty, нім. Luxethen) — село в Польщі, у гміні Пасленк Ельблонзького повіту Вармінсько-Мазурського воєводства.
Населення — 165 осіб (2011).
У 1975-1998 роках село належало до Ельблонзького воєводства.

## Демографія
Демографічна структура станом на 31 березня 2011 року:
|          | Загалом | Допрацездатний вік | Працездатний вік | Постпрацездатний вік |
| -------- | ------- | ------------------ | ---------------- | -------------------- |
| Чоловіки | 84      | 20                 | 55               | 9                    |
| Жінки    | 81      | 14                 | 50               | 17                   |
| Разом    | 165     | 34                 | 105              | 26                   |